# پروسرپاین (نمایشنامه)

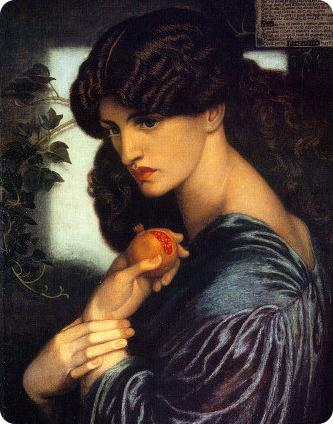
پروسرپاین اثر دانته گابریل روستی (۱۸۷۴)

پروسِرپاین (به انگلیسی: Proserpine) یا پروسپینه نمایشنامه‌ای منظوم است که برای کودکان نوشته شده و نویسندگان رمانتیک انگلیسی، مری شلی و همسرش پرسی بیش شلی، آن را خلق کرده‌اند. مری شلی این نمایشنامه را به صورت شعر بی‌قافیه نوشته و پرسی دو شعر غنایی به آن افزوده است. این اثر در سال ۱۸۲۰، زمانی که شلی‌ها در ایتالیا زندگی می‌کردند، نوشته شد و اغلب به‌عنوان مکملی برای نمایشنامهٔ دیگرشان، «میداس»، در نظر گرفته می‌شود. «پروسرپاین» نخستین‌بار در سال ۱۸۳۲ در نشریهٔ لندنی The Winter's Wreath منتشر شد. اینکه آیا این نمایشنامه اساساً برای اجرا روی صحنه نوشته شده بود یا نه، همچنان محل بحث میان پژوهشگران است.
این نمایشنامه بر اساس داستان اووید دربارهٔ ربوده شدن پروسرپاین به دست پلوتو نوشته شده است؛ داستانی که خود برگرفته از اسطورهٔ یونانی دِمِتِر و پرسفون است. نسخهٔ مری شلی تمرکز ویژه‌ای بر شخصیت‌های زن دارد. او در بازگویی‌ای عمدتاً فمینیستی از نگاه سرس، بر جدایی مادر و دختر و قدرت حاصل از همبستگی میان زنان تأکید می‌کند. سرس نماد زندگی و عشق است و پلوتو نماد مرگ و خشونت. ژانرهای گوناگون متن نیز بازتاب‌دهندهٔ مناقشات جنسیتی آن زمان‌اند: پرسی در قالب شعر غنایی—که به‌طور سنتی حوزه‌ای مردانه محسوب می‌شد—مشارکت کرده و مری نمایشنامه‌ای با عناصری رایج در نوشته‌های زنان قرن نوزدهم خلق کرده است، مانند پرداختن به جزئیات زندگی روزمره و گفتگوهای همدلانه.
«پروسرپاین» بخشی از سنت ادبی زنان است؛ سنتی که به گفتهٔ منتقد فمینیست، سوزان گوبار، از داستان سرس و پروسرپاینبرای «بازتعریف، تأیید دوباره و ستایش خودآگاهی زنانه» بهره برده است. با این حال، این نمایشنامه از سوی منتقدان همواره مورد بی‌توجهی و حاشیه‌نشینی قرار گرفته است.

## پیش‌زمینه

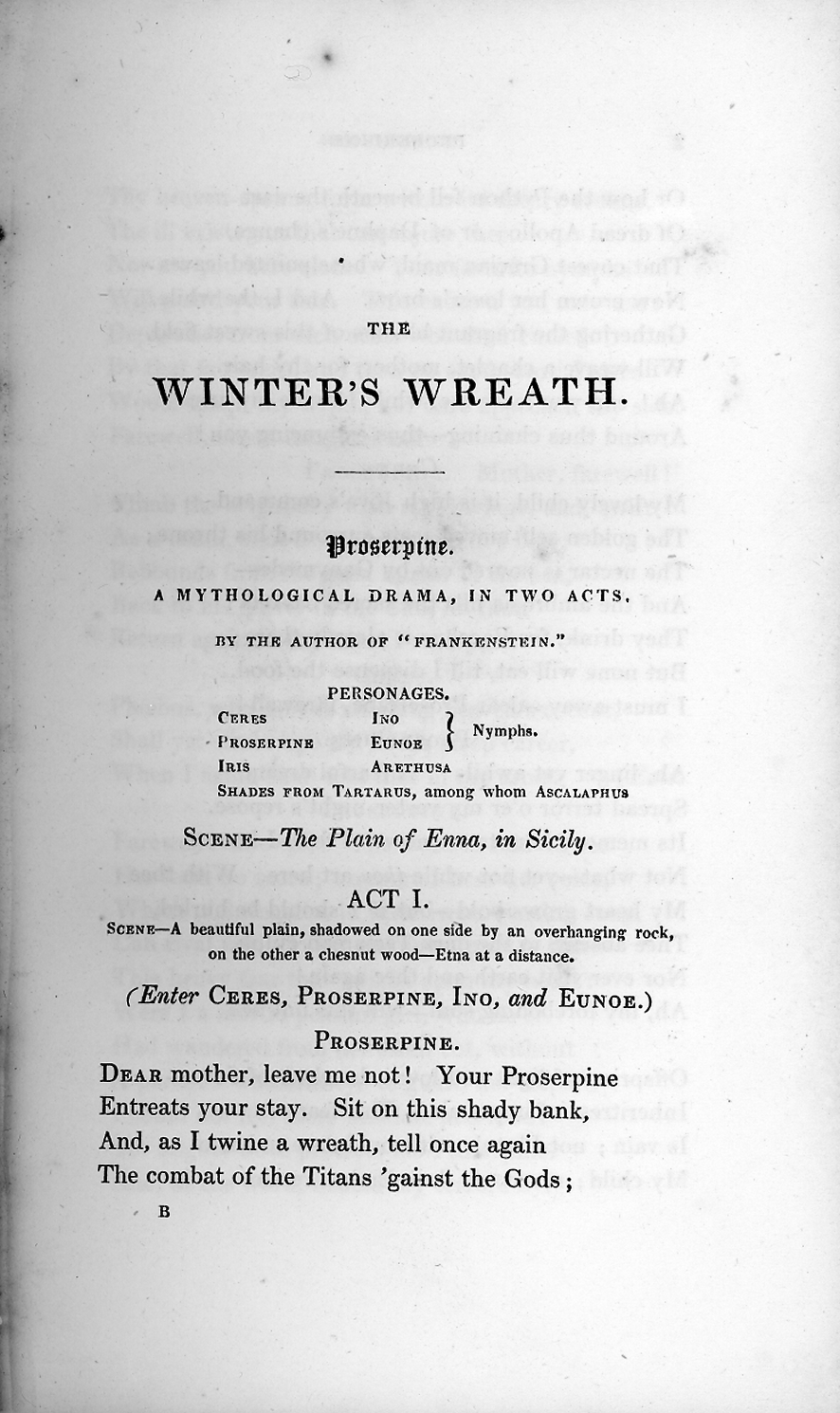
چاپ اول پروسرپاین در Winter's Wreath در سال ۱۸۳۲

در مارس ۱۸۱۸، خانوادهٔ شلی به ایتالیا نقل مکان کردند، جایی که دو فرزند خردسالشان، کلارا و ویلیام، به‌زودی درگذشتند. این اتفاق مری را دچار افسردگی شدیدی کرد و موجب شد از پرسی فاصله بگیرد. او تا حدی با تولد پسرش، پرسی، در اواخر سال ۱۸۱۹ بهبود یافت.
بین سال‌های ۱۸۱۸ تا ۱۸۲۰، مری شلی مطالعهٔ گسترده‌ای در زمینهٔ نمایشنامه داشت و آثار زیادی از ویلیام شکسپیر خواند. پرسی باور داشت که مری استعداد نوشتن نمایشنامه دارد و او را تشویق کرد تا آثار بزرگ نمایشی به زبان‌های انگلیسی، فرانسوی، لاتین و ایتالیایی و همچنین نظریه‌های درام‌نویسی را مطالعه کند. او حتی برای نمایشنامهٔ خودش چن‌چی از مری نظر خواست و مری نسخهٔ دست‌نویس پرومتئوس آزادشده را برایش رونویسی کرد. شلی‌ها همچنین به اپرا، باله و نمایش‌های مختلف می‌رفتند. پرسی مری را تشویق کرد تا نمایشنامهٔ میررا (۱۷۸۵) اثر ویتوریو آلفیری را ترجمه کند؛ تراژدی‌ای دربارهٔ رابطهٔ ممنوعهٔ پدر و دختر که بر رمان ماتیلدای مری تأثیر گذاشت.
مطالعات مری شلی در این سال‌ها بسیار گسترده بود. او در سال ۱۸۲۰ شروع به یادگیری زبان یونانی کرد و دامنهٔ وسیعی از متون را مطالعه می‌کرد. مری از دست‌کم سال ۱۸۱۵ آثار دگردیسی‌ها اثر اووید را می‌خواند و این مطالعه را در سال ۱۸۲۰ نیز ادامه داد. دیگر آثار مورد مطالعه‌اش شامل رسالهٔ فلسفی امیل (۱۷۶۲) و رمان احساساتی هلوئیز جدید (۱۷۶۱) از ژان-ژاک روسو، همچنین کتاب کودکان تاریخ سندفورد و مرتون (۱۷۸۳–۸۹) اثر توماس دی بود. منتقد مارجین پورینتون اشاره می‌کند که در زمان نگارش پروسرپاین، مری آثاری را مطالعه می‌کرد که شامل «رساله‌های آموزشی و ادبیات کودکانه با مضامینی اخلاقی دربارهٔ رفتارهای جنسیتی» بودند، از جمله دو اثر مادرش مری ولستون‌کرفت، اندیشه‌هایی دربارهٔ آموزش دختران (۱۷۸۷) و داستان‌های واقعی از زندگی واقعی (۱۷۸۸). این آثار بخشی از سنت کتاب‌های رفتار اجتماعی بودند که نقش‌های جنسیتی زنان را به چالش می‌کشیدند.

## نگارش و انتشار
مری شلی پروسپاین را در سال ۱۸۲۰ نوشت و طبق یادداشت‌های روزانه‌اش، در تاریخ ۳ آوریل آن را به پایان رساند. پرسی شلی دو شعر غنایی به این اثر افزود: «آرتوسا» (Arethusa) و «آواز پروسپاین هنگام چیدن گل در دشت انّا» (Song of Proserpine While Gathering Flowers on the Plain of Enna). بخشی از نسخهٔ دست‌نویس نمایشنامه که اکنون در مجموعهٔ پفورزهایمر در کتابخانهٔ عمومی نیویورک نگهداری می‌شود، نشان می‌دهد که این زوج در کنار هم روی این پروژه کار می‌کرده‌اند. به گفتهٔ دوستشان، توماس مدوین، پرسی از این نمایشنامه لذت می‌برد و گاه هنگام خواندن، در نسخهٔ خطی تغییراتی ایجاد می‌کرد. میراندا سیمور، در زندگی‌نامهٔ مری شلی، گمان می‌برد که نمایشنامه‌های میداس و پروسرپاین هر دو برای دو دختر نوجوان به نام‌های لورت و نرینا تایگ نوشته شده‌اند؛ دخترانِ دوستان خانوادهٔ شلی در ایتالیا که مادرشان نیز شاگرد پیشین مری ولستون‌کرفت، مادر مری شلی، بوده است. مری شلی در همان سال داستان کودکانه‌ای به نام موریس نیز برای لورت نوشت.
در سال ۱۸۲۴ مری شلی پروسرپاین را برای چاپ در نشریهٔ The Browning Box، به سردبیری برایان والتر پراکتر، ارسال کرد، اما اثر رد شد. این نمایشنامه نخستین‌بار در سال ۱۸۳۲ در نشریهٔ لندنی The Winter’s Wreath منتشر شد. مری در این نسخه، یک‌پنجم از متن اصلی—حدود ۱۲۰ سطر—را حذف کرد؛ از جمله بخش‌هایی از داستان‌های پرداخته‌شده در پردهٔ اول و شعر پرسی «آرتوسا»، و نیز برخی سطرها را بازنویسی کرد. (او شعر «آرتوسا» را بعدها در مجموعهٔ اشعار پس از مرگ پرسی شلی در سال ۱۸۲۴ گنجاند.) مری همچنین رؤیایی شوم به نمایشنامه افزود که ربوده شدن آیندهٔ پروسرپاین را پیش‌گویی می‌کند. تلاش‌های او برای چاپ این اثر در مجلات و یادداشت‌های روزانه‌اش در دوران نگارش نمایشنامه، نشان می‌دهند که پروسپاین از ابتدا به‌عنوان ادبیات کودکانه در نظر گرفته شده بود.

## خلاصه داستان

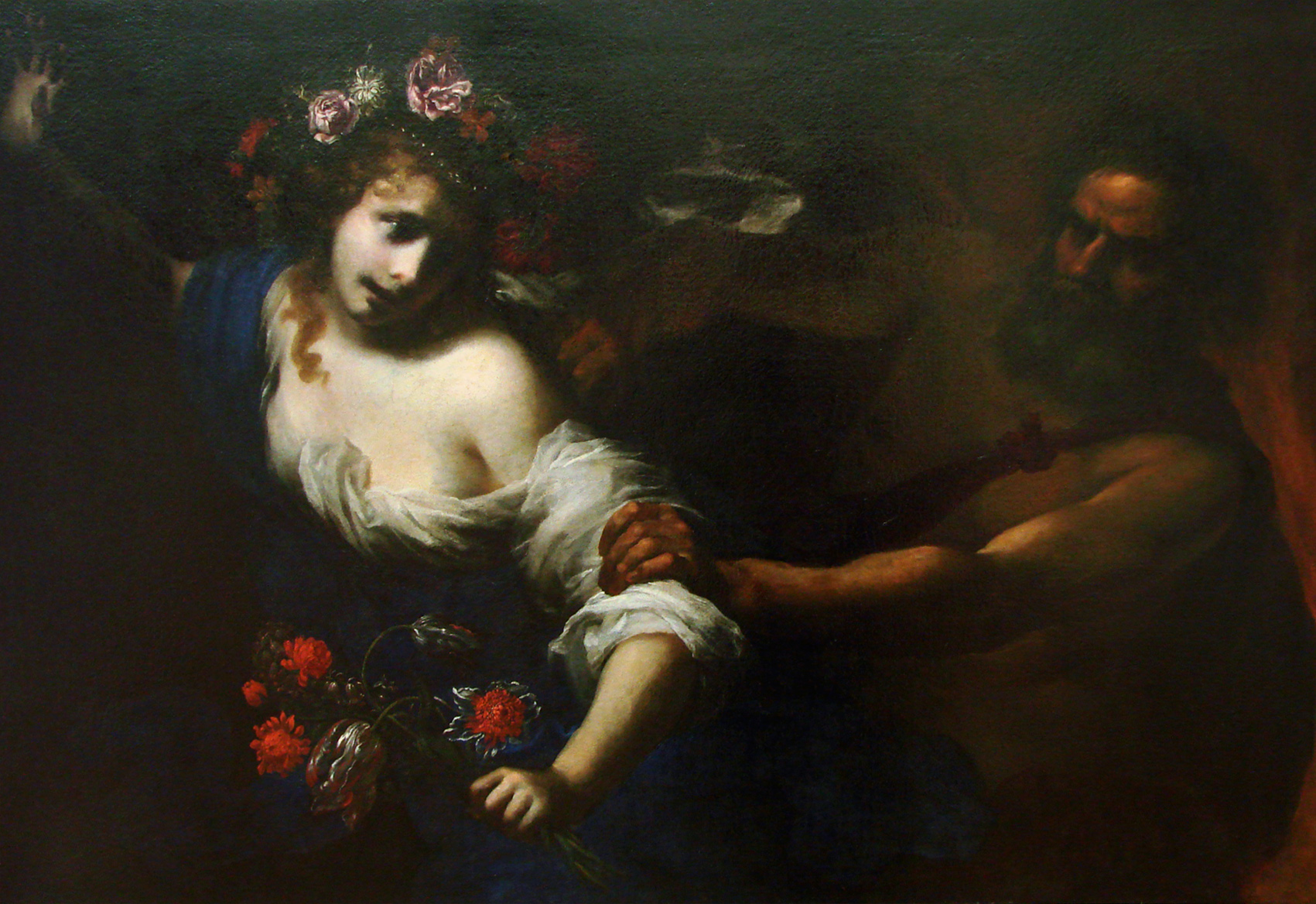
نقاشی تجاوز به پرسفون اثر سیمون پیگنونی (حدود ۱۶۵۰)

در پردهٔ اول، نمایش با صحنه‌ای آغاز می‌شود که در آن سرس، دخترش پروسرپاین را به دو الههٔ طبیعت، اینو و ائونوئه (Eunoe)، می‌سپارد و به آن‌ها هشدار می‌دهد که از محل دور نشوند. پروسرپاین از اینو می‌خواهد که برایش داستانی تعریف کند و اینو داستان آرتوسا را نقل می‌کند. پس از پایان داستان، گروه مشغول چیدن گل‌ها می‌شود. اما دو الههٔ طبیعت به دنبال گل‌های زیباتر از یکدیگر دور می‌شوند و پروسرپاین از دیدشان دور می‌شود. وقتی بازمی‌گردند، او ناپدید شده است. آن‌ها تلاش می‌کنند او را پیدا کنند اما بی‌نتیجه. سرس بازمی‌گردد و از غیبت دخترش به‌شدت خشمگین و نگران می‌شود و می‌گوید:

من خواهم رفت، و بر بلندترین قله
از اتنای برفی، دو شعلهٔ فروزان خواهم افروخت.
شب، او را از جستجوی بی‌وقفه‌ام پنهان نخواهد کرد،
نه لحظه‌ای خواهم آسود، نه خوابی، نه درنگی
تا زمانی که بازگردد، تا زمانی که دوباره

در آغوش گیرم یگانه محبوبم، پروسپاینِ گمشده‌ام.

پردهٔ دوم مدتی بعد آغاز می‌شود. اینو با اندوه می‌گوید:
چگونه همه چیز دگرگون شد از آن شام نحس!
سرس پیوسته می‌گرید، در جستجوی دخترش

و در خشمش، زمین را با بلا گرفتار کرده است
در این هنگام، آرتوسا می‌رسد تا به سرس خبر دهد که پلوتو را دیده که پروسرپاین را ربوده و با خود برده است. سرس به ژوپیتر پناه می‌برد و از او درخواست کمک می‌کند. آیریس ظاهر می‌شود و اعلام می‌کند که سرنوشت پروسرپاین مقدر شده است. با این حال، ژوپیتر موافقت می‌کند که اگر پروسپاین غذایی از جهان زیرزمین نخورده باشد، می‌تواند بازگردد.
گروه به دنبال پروسرپاین می‌روند، که خود باور دارد هیچ غذای آلوده‌ای نخورده است. اما آسکالافوس، یکی از ارواح دنیای مردگان، به او یادآوری می‌کند که چند دانه انار خورده است.
سرس، اینو و آرتوسا پیشنهاد می‌دهند که خود را به دنیای زیرین تبعید کنند و گنجینه‌های خود مانند باروری را نیز با خود ببرند. با این حال، این فداکاری از سوی خدایان پذیرفته نمی‌شود.
آیریس تصمیم ژوپیتر را دربارهٔ سرنوشت پروسپاین چنین بازگو می‌کند:
زمانی که انّا با گل‌ها ستاره‌باران می‌شود،
و خورشید پرتوهای سوزان خود را
بر سرزمینِ شاد می‌تاباند،
و تابستان فرمانروایی می‌کند، آنگاه تو در زمین خواهی زیست،
در این دشت‌ها خواهی خرامید، یا با حوریان هم‌بازی خواهی شد،
یا در کنار مادرت، در آرامش و شادی.
اما آن‌گاه که سرما، زمین برهنه و تیره را می‌پوشاند،
درختان برگ‌های خود را از دست داده‌اند، و پرندگان رنگین،
در جستجوی غذا نالان، در هوای سوزناک پرواز می‌کنند.
آنگاه تو به شبِ ژرف فرو خواهی رفت،

و ملکهٔ بزرگ تارتاروس خواهی بود.
سرس قول می‌دهد که فقط در زمانی که پروسرپاین با او زندگی می‌کند، زمین بارور خواهد شد.

## ژانر

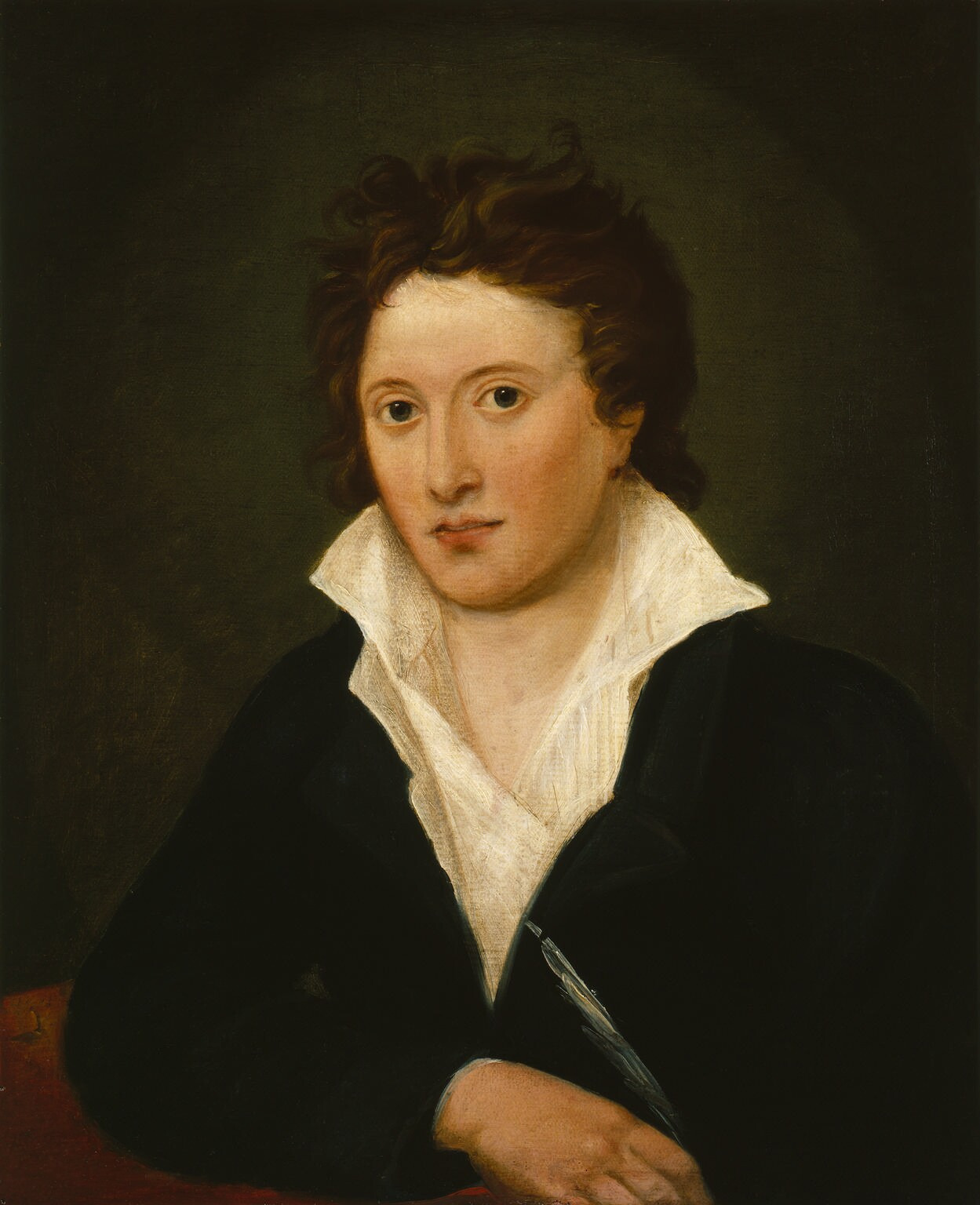
پرسی بیش شلی در شعر خود پرومتئوس آزادشده در مورد پروسرپاین نوشته است.

پروسرپاین نمایشنامه‌ای منظوم در قالب شعر بی‌قافیه است که توسط مری شلی نوشته شده و دو شعر غنایی از پرسی شلی نیز در آن گنجانده شده است. در اوایل قرن نوزدهم، شعر غنایی با شاعران مرد و شعر دربارهٔ زندگی روزمره (شعر روزمره یا quotidian poetry) با شاعران زن مرتبط بود. این تقسیم نقش در پروسرپاین نیز بازتاب یافته است. اشعار پرسی بر جنبهٔ اسطوره‌ای داستان پروسپاین تأکید می‌کنند؛ او این توصیف متعالی از شخصیت پروسپاین را در نمایشنامهٔ پرومتئوس آزادشده نیز ادامه داده است. نمایشنامهٔ مری پر از توصیف دقیق اشیاء است—مانند گل‌ها. علاوه بر این، شخصیت‌های او به‌ندرت در قالب تک‌گویی سخن می‌گویند (جز در شعرهای پرسی). در عوض، «تقریباً هر سخن در این نمایش به‌گونه‌ای احساسی به شخصیت دیگری خطاب می‌شود و معمولاً با توصیف وضعیت عاطفی دیگری یا برانگیختن واکنش احساسی همراه است.» دیالوگ در پروسرپاین بر پایهٔ همدلی شکل گرفته، نه تعارض، که عنصر رایج‌تر در نمایشنامه‌نویسی است. مری شلی همچنین از پذیرش جلوه‌گری‌های بصری پرزرق‌وبرقِ تئاتر اوایل قرن نوزدهم خودداری می‌کند و در عوض، تمرکز خود را بر «صحنه‌هایی با بار احساسی شدید» می‌گذارد.
پژوهشگران دربارهٔ اینکه آیا مری شلی قصد داشته نمایشنامه‌اش برای اجرا آماده شود یا نه، اختلاف‌نظر دارند. بیشتر آن‌ها بر این باورند که پروسرپاین برای اجرا نوشته نشده و با رمانتیک‌هایی چون آلن ریچاردسون هم‌عقیده‌اند که این اثر را «درام غنایی» یا «
نمایشنامه غیرصحنه‌ای» می‌نامند؛ گونه‌ای از درام رمانتیک خانگی که تأکید آن بر شخصیت است نه طرح داستان، بر واکنش است نه کنش، و از تئاتر رایج فاصله می‌گیرد. با این حال، جودیت پاسکو، پژوهشگر تئاتر قرن هجدهم، این نتیجه‌گیری را به چالش می‌کشد. او به دستورالعمل‌های دقیق صحنه در نسخهٔ خطی اشاره می‌کند: «سرس و همراهانش با اشتیاق در یک سمت ایستاده‌اند؛ از غاری در سوی دیگر، پروسپاین با همراهی شکل‌های تیره و غم‌انگیز و در دست داشتن مشعل وارد می‌شود؛ در میان آن‌ها آسکالافوس نیز هست. سرس و پرسفون یکدیگر را در آغوش می‌گیرند؛ حوریان او را احاطه می‌کنند.» پاسکو بر اساس این شواهد استدلال می‌کند که مری شلی نمایشنامه‌اش را برای اجرا نوشته بوده است.
جفری کاکس، پژوهشگر ادبی، معتقد است که پروسرپاین همراه با نمایشنامه‌هایی چون میداس، پرومتئوس رهاشده و آثار دیگر اعضای حلقهٔ لی هانت، نه تلاشی برای کنار گذاشتن صحنهٔ تئاتر، بلکه کوششی برای بازآفرینی آن بود. این نویسندگان به‌جای ژانرهای سنتی تراژدی و کمدی آداب معاشرت، با نوشتن نمایش‌های تمثیلی و روستایی، گونهٔ تازه‌ای از درام آفریدند. کاکس استدلال می‌کند که میداس و پروسرپاین یک جفت نمایشنامهٔ اسطوره‌ای هستند که «نیروهای ستم‌گر» را به نمایش می‌گذارند. از دید او، پروسرپاین «دنیای روستایی را می‌ستاید… جهانی که توسط خشونت جنسی مردانه و استبداد خدای آسمانی تهدید می‌شود.»

## فضاها

نسخه مری شلی از اسطوره پروسرپاین یک بازگویی فمینیستی است.

مری شلی در پروسرپاین داستان شاعر رومی، اووید، از اسطورهٔ پروسرپاین را گسترش داده و بازنویسی کرده است—روایتی که بخشی از مجموعهٔ بزرگ‌تر دگردیسی‌ها است. این داستان بر پایهٔ اسطورهٔ یونانی دِمِتِر و پرسفون استوار است؛ اسطوره‌ای که تغییر فصل‌ها را با رفت‌وآمد پرسفون به جهان زیرین توضیح می‌دهد: زمانی که او در قلمرو هادس به‌سر می‌برد، زمین در پاییز و زمستان فرومی‌رود و با بازگشت او نزد مادرش، بهار و تابستان شکوفا می‌شوند. این اسطوره پیروزی خشونت مردانه بر زایش و باروری زنانه را به تصویر می‌کشد. مانند پرسی شلی، جان کیتس و لرد بایرون، مری شلی نیز به بازنویسی اسطوره‌های کلاسیک علاقه داشت؛ اما همچون دیگر نویسندگان زن رمانتیک، تمرکز ویژه‌ای بر به چالش کشیدن مضامین مردسالارانهٔ آن‌ها داشت. در بازآفرینی این اسطوره، شلی زنان و قدرت آن‌ها را در مرکز روایت قرار داد. برای نمونه، اووید پروسرپاین را «کودکی بی‌فکر، که با سهل‌انگاری کودکانه به دنبال گل‌ها سرگردان می‌شود» تصویر می‌کند، در حالی که مری شلی او را نوجوانی اندیشمند و همدل به تصویر می‌کشد که گل‌هایی برای مادرش می‌چیند. نسخهٔ اووید بر خشونت، به‌ویژه ربایش و تجاوز تأکید دارد، اما نسخهٔ شلی بر جستجوی پراضطراب برای یافتن پروسرپاین تمرکز دارد. او در عوضِ تمرکز بر تجاوز (که در نمایش خارج از صحنه رخ می‌دهد)، اندوه سرس و الهه‌های طبیعت، و میل خود پروسرپاین برای گریختن از دنیای زیرین را در مرکز می‌گذارد. در تضاد با آن، اقتباس‌های قرن نوزدهمی دیگر معمولاً صحنهٔ تجاوز را گسترده کرده و آن را رمانتیک جلوه می‌دادند و به‌صورت صحنه‌ای از خواستگاری بازنمایی می‌کردند.
در نمایشنامهٔ مری شلی، زنان و مسائل مربوط به آن‌ها نقش محوری دارند—هیچ شخصیت مردی ظاهر نمی‌شود، به جز حضور کوتاه آسکالافوس. اما همان‌طور که مارژین پورینتون، پژوهشگر رمانتیسیسم، اشاره می‌کند، حتی با نبود مردان، «حضور همیشگی قدرت مردسالارانه در فضای خانگی» حس می‌شود. هرچند اسطوره ذاتاً دربارهٔ تجاوز و استبداد مردانه است، شلی آن را به داستانی دربارهٔ همبستگی و اجتماع زنان تبدیل می‌کند—این زنان، راویان و اسطوره‌سازانی‌اند که سرنوشت خود را رقم می‌زنند. عشق سرس—عشق مادری—چالشی است برای قدرت خدایان. شلی داستان را تقریباً به‌طور کامل از دید سرس روایت می‌کند و نمایش او ستایشی غم‌بار است از خلاقیت و زایایی زنانه به‌عنوان «برگ، و ساقه، و جوانه، و شکوفه». مری شلی نقش‌هایی کنش‌گر برای پروسرپاین و سرس خلق می‌کند، نه منفعل؛ برای نمونه، این خشم سرس است نه اندوهش، که «زمستان و خشکسالی» را به ارمغان می‌آورد. البته ربوده شدن پروسپاین در داستان آرتوسا پیش‌بینی شده، و همان‌طور که جولی کارلسون اشاره می‌کند، پیوند میان زنان، تنها پس از این ربایش ممکن می‌شود.
در بازنویسی مری شلی، بهشت نه به‌سبب خطای زنان، بلکه به‌واسطهٔ مداخلهٔ مردان از دست می‌رود. خشونت خودمحور و شکارگر پلوتو در تضاد است با مهر سرس—مهری که زندگی را پشتیبانی می‌کند و با عشقی وفادارانه نسبت به فرزندش پیوند خورده است. در این اسطوره، جنسیت به‌عنوان جدایی از امر زنانه و تسلیم اجباری در برابر امر مردانه ترسیم می‌شود. سلطهٔ پلوتو بر پروسرپاین نماد «فرهنگی مبتنی بر تملک و خشونت» است؛ فرهنگی که یا آشکارا برتری مرد را جشن می‌گیرد یا پنهانی توجیه می‌کند.
نمایشنامه‌های پروسرپاین و میداس اغلب به‌عنوان دو نمایشنامهٔ متضاد در نظر گرفته می‌شوند. پروسرپاین نمایشنامه‌ای دربارهٔ پیوند زنانه است، در حالی که میداس نمایشی مردسالارانه است؛ در میداس شاعران مرد در رقابتی شرکت می‌کنند، در حالی که در پروسرپاین شخصیت‌های زن در داستان‌سرایی جمعی مشارکت دارند؛ «در حالی که میداس در قصر طلایی‌اش خود را مرکز قدرت می‌پندارد، سرس در اندوه ترک پناهگاه روستایی‌اش که با پروسرپاین شریک بوده، برای رفتن به دربار ژوپیتر می‌نالد»؛ میداس بر طلا متمرکز است، در حالی که زنان پروسرپاین از گل‌ها لذت می‌برند؛ و «در حالی که جامعهٔ میداس آکنده از خودخواهی، طمع و کشمکش است، جامعهٔ زنانهٔ پروسرپاین بر پایهٔ همبستگی، بخشندگی و عشق استوار است».

## میراث و بازخورد
همان‌طور که سوزان گوبار، منتقد فمینیست ادبی، استدلال می‌کند، نمایشنامهٔ پروسرپاین مری شلی بخشی از سنت ادبی زنان است؛ سنتی که نویسندگانی چون الیزابت برت براونینگ، هیلدا دولیتل، تونی موریسون، مارگارت اتوود، و دوریس لسینگ نیز در آن جای می‌گیرند—همگی نویسندگانی که به روایت سرس و پروسرپاین پاسخ داده‌اند. این نویسندگان از اسطوره به‌عنوان «روشی برای مواجهه با تجربهٔ زن بودن، از دوران دختری تا زنانگی و مادری بالقوه» استفاده کرده‌اند. آن‌ها با استفاده از اسطورهٔ دِمِتِر و پرسفون، آگاهی زنانه را بازتعریف، بازتأیید و ستایش می‌کنند. شاعرانی همچون دوروتی ولسلی، ریچل آناند تیلور، ببِت دویچ و هلن وولفرت، در کنار مری شلی، تصویر مادری زاینده را به‌عنوان قهرمان ترسیم می‌کنند؛ قهرمانی که فضایی برای پرورش روابط می‌آفریند، روابطی که «تقابل میان خود و دیگری» را—که از ارکان نظام مردسالار است—به چالش می‌کشد. شاعر فمینیست، آدرین ریچ، می‌نویسد: «از دست دادن دختر برای مادر، و مادر برای دختر، تراژدی اصلی زنانه است»، و همین تراژدی است که مری شلی در نمایشنامه‌اش بررسی می‌کند.
زمانی که آ. کزول نخستین نسخهٔ رونویسی‌شده از پروسرپاین را در سال ۱۹۲۲ منتشر کرد، نوشت که «این خیال‌پردازی‌های کلاسیک کوچک که خانم شلی هرگز جسارت چاپشان را نداشت، به همان اندازهٔ آثار منثور بلندپروازانه‌اش شایستهٔ توجه‌اند». با این حال، مقدمهٔ او بیشتر به پرسی شلی و مشارکت او در آثار مری شلی می‌پردازد. در واقع، همان‌طور که خود توضیح می‌دهد، هدف اصلی‌اش از انتشار نمایشنامه، مشارکت در صدمین سالگرد پرسی شلی بود. از زمان انتشار اولیه، نه میداس و نه پروسرپاین چندان مورد توجه منتقدان قرار نگرفته‌اند. یا تنها به اشعار پرسی شلی پرداخته شده، یا نمایشنامه‌ها کاملاً نادیده گرفته شده‌اند. منتقد ادبی، الیزابت نیتچی، نوشته است که این نمایشنامه‌ها «فقط به‌خاطر اشعار پرسی شلی که برایشان سروده شده‌اند، اهمیت دارند»، و سیلویا نورمن اظهار داشته که این آثار «در واقع نیازی به بررسی تحلیلی یا تطبیقی ندارند». در حالی که فرانکنشتاین از زمان انتشارش همچنان نیرویی فرهنگی و تأثیرگذار باقی مانده، دیگر آثار مری شلی به‌ندرت تجدید چاپ شده‌اند و تمرکز بیشتر پژوهشگران بر دو تصویر از او بوده است: مری شلیِ نویسندهٔ فرانکنشتاین و مری شلیِ همسر پرسی بیش شلی. اما از دههٔ ۱۹۸۰ با انتشار آثار پژوهشگرانی چون مری پووی و آن ک. ملور، و کتاب مری شلیِ دیگر در سال ۱۹۹۳، توجه بیشتری به آثار «دیگر» مری شلی، از جمله نمایشنامه‌هایش، جلب شد.